# Liste der Bürgermeister von Merkendorf (Mittelfranken)
Die Liste der Bürgermeister von Merkendorf listet die Ersten Bürgermeister der Stadt Merkendorf im Landkreis Ansbach (Mittelfranken) auf.
Die Bürgermeister konnten fast vollständig seit dem Jahr 1656 ermittelt werden. Stadtoberhäupter gab es bereits davor, jedoch sind sie nicht namentlich bekannt.
| Amtszeit                | Name                       | Partei  | Anmerkungen |  |
| ----------------------- | -------------------------- | ------- | --- |  |
| 1656                    | Stefan Hörauf              |         | |  |
| 1659                    | Hans Raab                  |         | |  |
| 1666                    | Hanß Schwab                |         | |  |
| 1677                    | Matthias Schwarz           |         | |  |
| 1685                    | Johann Zinck               |         | |  |
| 1742                    | Johann Georg Käser         |         | |  |
| 1743–1746               | Martin Sand                |         | |  |
| 1751                    | Johann Georg Reinfelder    |         | |  |
| 1752                    | Ulrich Balthasar Zink      |         | |  |
| 1753–1763               | Johann Leonhard Zink       |         | |  |
| 1764                    | Johann Nicolaus Henzelt    |         | |  |
| 1765–1771               | Georg Balthasar Rohm       |         | |  |
| 1773                    | Johann Friedrich Engelhard |         | verstarb während der Amtszeit |  |
| 1773                    | Johann Jacob Reinfelder    |         | |  |
| 1775–1777               | Johann Käser               |         | |  |
| 1778–1789               | Johann Konrad Beeg         |         | |  |
| 1790–1791               | Georg Albrecht Zink        |         | |  |
| 1823–1828               | Johann Georg Zink          |         | |  |
| 1828–1842               | Johann Adam Hemm           |         | |  |
| 1842–1856               | Christian Weglehner        |         | |  |
| 1856–1863               | Michael Rosenbauer         |         | |  |
| 1863–1876               | Paul Herrmann              |         | |  |
| 1876–1882               | Adam Huber                 |         | |  |
| 1882–1912               | Johann Schütz              |         | |  |
| 1912–1919               | Adam Huber                 |         | |  |
| 1919–1923               | Johann Ammon               |         | vorzeitiger Rücktritt aus gesundheitlichen Gründen zum 6. Oktober |  |
| 1923–1935               | Wilhelm Hellein            |         | verstarb während der Amtszeit am 19. Mai |  |
| 1935–1945               | Wilhelm Linck              |         | Kriegsdienst 1941–1945 |  |
| 1941–1945               | Georg Zippel               |         | führte in dieser Zeit als Erster Beigeordneter die Amtsgeschäfte |  |
| 1. Mai– 31. August 1945 | August Schuler             |         | wurde von der amerikanischen Militärregierung eingesetzt |  |
| 1945–1946               | Johann Winkler             |         | verstarb während der Amtszeit am 28. September |  |
| 1946–1966               | Johann Sichart             |         | Kreisrat im Kreistag von Gunzenhausen, Inhaber des Ehrentellers des Landkreises Gunzenhausen |  |
| 1966–1984               | Heinrich Helmreich         | CSU     | Träger des Bundesverdienstkreuzes am Bande, Inhaber der Kommunalen Verdienstmedaille in Bronze, Ehrenbürger der Stadt Merkendorf |  |
| 1984–2002               | Karl Huber                 | CSU     | Kreisrat im Kreistag von Gunzenhausen von 1966 bis 1972 und des Großkreises Ansbach von 1972 bis 2008, Träger des Bundesverdienstkreuzes am Bande, Inhaber der Kommunalen Verdienstmedaillen in Silber und Bronze sowie der Goldenen Landkreismedaille des Landkreises Ansbach, seit 2011 Ehrenbürger der Stadt Merkendorf |  |
| 2002–2020               | Hans Popp                  | BF1/CSU | seit 2008 Kreisrat im Kreistag von Ansbach, seit 2018 Bezirksrat im Bezirkstag von Mittelfranken, Inhaber der Kommunalen Verdienstmedaille in Bronze |  |
| seit 1. Mai 2020        | Stefan Bach                | BF      | |  |